# لی کانگ این
لی کانگ این (کره‌ای: 이강인؛ زادهٔ ۱۹ فوریهٔ ۲۰۰۱) بازیکن فوتبال اهل کره جنوبی است که در پست هافبک هجومی برای باشگاه فوتبال پاریس سن ژرمن در لیگ یک فرانسه بازی می‌کند.
وی در سال ۲۰۱۹ برندهٔ توپ طلای مسابقات جام جهانی فوتبال زیر ۲۰ سال ۲۰۱۹ شد و از مهره‌های تأثیرگذار تهیم کره جنوبی در کسب مدال نقره بود.
وی در سال ۲۰۲۵ به همراه تیم پاریس سن ژرمن به فینال لیگ قهرمانان اروپا رسید و همچنین به عنوان ششمین بازیکن اسیایی بازی کرده در فینال لیگ قهرمانان اروپا از او یاد کرد.

## افتخارات
- والنسیا

 کوپا دل ری   اسپانیا   ۱۹_۲۰۱۸
- پاریس سن ژرمن

لیگ قهرمانان اروپا   ۲۵_۲۰۲۴
```
 لیگ ۱
 
 
فرانسه
  
 (x2) 
۲۴–۲۰۲۳
، 
۲۵–۲۰۲۴
```

 جام حذفی فوتبال فرانسه   فرانسه  . (x2)  ۲۴_۲۰۲۳  ۲۵_۲۰۲۴